# Arestor
Dans la mythologie grecque, deux personnages distincts portent nom d'Arestor (en grec ancien Ἀρέστωρ / Aréstôr). Le premier, fils de Phorbas, est le père d'Argos Panoptès (conçu avec Mycène), le second d'Argos l'argonaute. On ne dispose pas d'autres informations à leur sujet.

## Sources
- Pseudo-Apollodore, Bibliothèque [détail des éditions] [lire en ligne] (II, 1, 2-3).
- Apollonios de Rhodes, Argonautiques [détail des éditions] [lire en ligne] (I, 20 et suiv.).
- Pausanias, Description de la Grèce [détail des éditions] [lire en ligne] (II, 16, 4).